# Hochzeitsrede

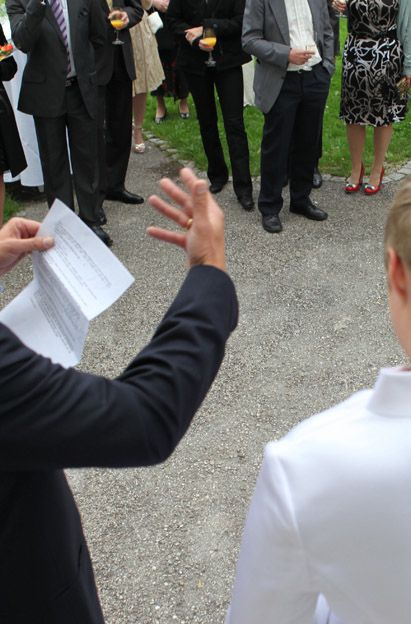
Redner mit Redemanuskript auf einer Hochzeitsfeier (2011)

Bei einer Hochzeitsrede handelt es sich um eine mündliche Mitteilung, die anlässlich einer Eheschließung im Rahmen der Feierlichkeiten vorgetragen wird. Damit gehört die Hochzeitsrede zur Gattung der Festreden. Adressat ist in der Regel nicht nur das Brautpaar, sondern die gesamte versammelte Hochzeitsgesellschaft. Die Thematik der Hochzeitsrede variiert mit der Person des Redners sowie der jeweiligen Kultur und Religion. Typische Inhalte sind Segenswünsche für das Brautpaar, Ausführungen über die Ehe, Ratschläge und – oft komische – Anekdoten über Braut und Bräutigam. Häufig werden in die Reden Lebensweisheiten und Zitate eingeflochten.

## Geschichte
Bereits im vorchristlichen Ägypten wurden Hochzeitsreden gehalten und mit Gaben an die Götter verbunden. Auch die alten Griechen kannten die Hochzeitsrede als Untergattung der sogenannten Epideixis oder epideiktischen Rede, die Aristoteles im vierten Jahrhundert vor Christus in seiner berühmten Rhetorik behandelte.
Thematisiert werden Hochzeitsreden auch in der Schrift „Über epideiktische Reden“ des Rhetors Menander, die aus dem dritten nachchristlichen Jahrhundert stammt. Hochzeitsreden verschiedener spätantiker Autoren – beispielsweise des Heiden Himerios und des Christen Chorikios von Gaza aus dem vierten bzw. sechsten Jahrhundert – sind in griechischer Sprache überliefert. Verwandt ist die Hochzeitsrede mit dem klassischen Epithalamion, bei dem es sich um ein auf Hochzeitsfeiern – oft chorisch – vorgetragenes Gelegenheitsgedicht handelt.

## Redner und Themen
Während Hochzeitsreden ursprünglich primär von professionellen Rednern verfasst und gehalten wurden, agieren heute vor allem Personen als Redner, die mit dem Brautpaar in einer bestimmten Verbindung stehen. Theoretisch kann jedes Mitglied der Hochzeitsgesellschaft eine Hochzeitsrede vortragen. Am häufigsten halten aber die Väter von Braut und Bräutigam eine entsprechende Rede, in der sie den Ehepartner bzw. die Ehepartnerin ihres Kindes in der Familie begrüßen. Darüber hinaus ist es angebracht, beispielhaft positive Eigenschaften des Kindes und des neuen Partners zu nennen. So zeigen die Eltern, was sie am Brautpaar schätzen. Die Rede des Brautvaters wird dabei oft als symbolischer Akt gewertet, mit dem er seine Tochter an den Bräutigam übergibt. Trauzeugen oder enge Freunde reden oft über komische Anekdoten aus dem Leben von Braut oder Bräutigam und thematisieren das Kennenlernen des Brautpaars. Die Hochzeitsrede des frischgebackenen Ehemanns enthält in der Regel eine Liebeserklärung an seine Gattin und Dankesworte an die Gäste. Früher war es in vielen Regionen eher ungewöhnlich, dass auch Frauen Hochzeitsreden hielten, wobei Großbritannien eine Ausnahme darstellt.
Im Zuge der Emanzipation hat sich die Anzahl der Hochzeitsrednerinnen aber inzwischen auch in anderen Ländern erhöht.

## Reihenfolge der Hochzeitsredner
Die Reihenfolge der Redner ist klar geregelt. Die Hochzeitsrede des Brautvaters oder der Brautmutter steht an erster Stelle. Anschließend sprechen Vater oder Mutter des Bräutigams.
Danach reden Trauzeugen, Familienmitglieder und Freunde. Das Schlusswort hat das Brautpaar: Ein kurzer Dank an die Redner, an die Gäste, an die Eltern und Freunde, die das Fest ausrichten.

Oft möchte der Bräutigam jedoch mehr als nur danken. Er will seine Braut mit einer eigenen Rede ehren. Der Zeitpunkt dieser öffentlichen Liebeserklärung hängt davon ab, wer außer ihm noch spricht. Als Gentleman lässt er den Brauteltern und seinen eigenen Eltern den Vortritt. Anschließend spricht er selbst. Danach können Trauzeugen oder Freunde mit ihren Hochzeitsreden und Toasts aufwarten.